# Chrysocentris
Chrysocentris är ett släkte av fjärilar. Chrysocentris ingår i familjen gnuggmalar.
Kladogram enligt Catalogue of Life:
| Chrysocentris | \| \| Chrysocentris clavaria \| \| \| \| \| \| Chrysocentris costella \| \| \| \| \| \| Chrysocentris eupepla \| \| \| \| \| \| Chrysocentris infuscata \| \| \| \| \| \| Chrysocentris phaeometalla \| \| \| \| \| \| Chrysocentris urania \| \| \| \| |
|               | \| \| Chrysocentris clavaria \| \| \| \| \| \| Chrysocentris costella \| \| \| \| \| \| Chrysocentris eupepla \| \| \| \| \| \| Chrysocentris infuscata \| \| \| \| \| \| Chrysocentris phaeometalla \| \| \| \| \| \| Chrysocentris urania \| \| \| \| |
|               | Chrysocentris clavaria |
|               | |
|               | Chrysocentris costella |
|               | |
|               | Chrysocentris eupepla |
|               | |
|               | Chrysocentris infuscata |
|               | |
|               | Chrysocentris phaeometalla |
|               | |
|               | Chrysocentris urania |
|               | |